# Dragon Ball : L'Aventure mystique
 (mai 2024).
Dragon Ball : L’Aventure mystique (ドラゴンボール　魔訶不思議大冒険, Doragon Bōru: Makafushigi Dai-Bōken) est un film d’animation japonais réalisé par Kazuhisa Takanouchi, sorti 1988. Il s'agit d'un film de la franchise Dragon Ball produit et sortie en parallèle de la première série Dragon Ball.

## Synopsis
Dans cette mystérieuse aventure, Kamé Sennin emmène ses élèves à un tournoi d’arts martiaux dans une grande île dont le roi n’est autre que Chaozu. Ce roi a pour conseiller Tsuru Sennin et pour garde du corps Ten Shin Han… Tsuru Sennin veut prendre le pouvoir grâce aux Dragon Balls mais nos héros l’en empêcheront…

## Fiche technique
- Titre original : ドラゴンボール　魔訶不思議大冒険 (Doragon Bōru: Makafushigi Dai-Bōken)
- Titre français : Dragon Ball : L’Aventure mystique
- Réalisation : Kazuhisa Takanouchi
- Scénario : Yoshifumi Yuki, adapté du manga Dragon Ball d’Akira Toriyama
- Directeur de l’animation : Minoru Maeda
- Producteur exécutif : Chiaki Imada
- Société de production : Toei Animation
- Pays d’origine :  Japon
- Format : Couleurs
- Genre : Aventure, fantastique
- Durée : 44 minutes
- Dates de sortie
  - Japon : 9 juillet 1988
  - France : 1990, AB Vidéo (version remontée), 1995, AK Vidéo (version normale)

## Distribution
- Shin Aomori (VF : ?) : Sergent Metallic
- Shigeru Chiba (VF : Pierre Trabaud) : Pilaf
- Hiroko Emori (VF : Céline Monsarrat) : Chaozu
- Toshio Furukawa (VF : ?) : Commandant Blue
- Tōru Furuya (VF : Éric Legrand) : Yamcha
- Tesshō Genda (VF : ?) : Shu
- Banjō Ginga (VF : Raoul Delfosse) : Bola
- Daisuke Gōri (VF : ?) : Umigame
- Mitsuko Horie (VF : Stéphanie Murat) : Upa
- Mami Koyama (VF : Claude Chantal) : Aralé Norimaki
- Mami Koyama (VF : Stéphanie Murat) : Lunch
- Kōhei Miyauchi (VF : Pierre Trabaud) : Kamé Sennin
- Ichirō Nagai (VF : ?) : Maître Karin
- Ichirō Nagai (VF : Serge Bourrier) : Tsuru Sennin
- Seiko Nakano (VF : ?) : Gatchan
- Masako Nozawa (VF : Brigitte Lecordier) : Son Goku
- Chikao Ōtsuka (VF : Georges Atlas) : Tao Pai Pai
- Hirotaka Suzuoki (VF : Éric Legrand) : Ten Shin Han
- Mayumi Tanaka (VF : Claude Chantal) : Krilin
- Naoki Tatsuta (VF : Philippe Ariotti) : Oolong
- Hiromi Tsuru (VF : Céline Monsarrat) : Bulma
- Kenji Utsumi (VF : ?) : Shenron
- Naoko Watanabe (VF : ?) : Puerh
- Eiko Yamada (VF : ?) : Mai
- Jōji Yanami (VF : Georges Atlas) : Narrateur

## Commentaires
Exemple type d’histoire parallèle : on réécrit ici la rencontre entre Son Goku et Ten Shin Han. Il devient impossible de la réintégrer logiquement dans le scénario original.
Le père d’Upa, tué par Tao Pai Pai lors du tournoi d’arts martiaux, ressuscite grâce aux Dragon Balls dans le générique de fin. Cette scène n’était pas présente dans la version remontée (des crédits japonais apparaissaient alors à l’écran).

## Autour du film
Il s’agit de la troisième adaptation de Dragon Ball au cinéma. Ce court métrage sera diffusé dans le cadre de la Toeï Anime Fair de juillet 1988. Il sortira pour la première fois en vidéo en France sous le titre Dragon Ball : Le Film, du moins en partie car cette adaptation française sera un montage des trois premiers films de Dragon Ball.